# Der Westallgäuer
Der Westallgäuer, kurz WA, ist eine Heimatzeitung des Bayerischen Westallgäus und zugleich eine der ältesten Zeitungen Bayerns.
Sitz der Redaktion ist in Weiler im Allgäu. Gedruckt wird das Blatt vom Allgäuer Zeitungsverlag in Kempten (Allgäu) und erscheint im Rheinischen Format. Die verkaufte Auflage beträgt 6381 Exemplare, ein Minus von 27 Prozent seit 1998.

## Geschichte
Im Januar 1852 erschien sie erstmals unter dem Namen Wochenblatt für den Markt Weiler und Umgegend. Im Jahre 1887 erfolgte die Umbenennung in Anzeigeblatt für das westliche Allgäu. Ab 1913 erschien die Zeitung täglich. Nach 1945 erhielt sie schließlich den Titel Der Westallgäuer.

## Zeitungsaufbau
Die Mantelseiten der Zeitung werden von der Augsburger Allgemeinen geliefert. Der Regionalteil (Allgäu-Rundschau) kommt von der Allgäuer Zeitung. Einzig der Lokalteil namens Westallgäu wird von der eigenen Redaktion verfasst und gestaltet.

## Auflage
Der Westallgäuer hat wie die meisten deutschen Tageszeitungen in den vergangenen Jahren an Auflage eingebüßt. Die verkaufte Auflage ist in den vergangenen 10 Jahren um durchschnittlich 2 % pro Jahr gesunken. Im vergangenen Jahr hat sie um 3,3 % abgenommen. Sie beträgt gegenwärtig 6381 Exemplare. Der Anteil der Abonnements an der verkauften Auflage liegt bei 86,3 Prozent.
| 1998 | 1999 | 2000 | 2001 | 2002 | 2003 | 2004 | 2005 | 2006 | 2007 | 2008 | 2009 | 2010 | 2011 | 2012 | 2013 | 2014 | 2015 | 2016 | 2017 | 2018 | 2019 | 2020 | 2021 | 2022 | 2023 | 2024 |
| ---- | ---- | ---- | ---- | ---- | ---- | ---- | ---- | ---- | ---- | ---- | ---- | ---- | ---- | ---- | ---- | ---- | ---- | ---- | ---- | ---- | ---- | ---- | ---- | ---- | ---- | ---- |
| 8736 | 8740 | 8727 | 8682 | 8596 | 8487 | 8422 | 8421 | 8319 | 8306 | 8253 | 8211 | 8069 | 7930 | 7928 | 7823 | 7807 | 7770 | 7686 | 7565 | 7412 | 7300 | 7217 | 7136 | 6820 | 6599 | 6381 |

## Westallgäu Plus
Westallgäu Plus ist ein monatlich erscheinendes Magazin für das gesamte Westallgäu, den Landkreis Lindau und den benachbarten Orten, um die umgebenden Regionen über das geschehen im Westallgäu zu informieren. Denn im unteren Landkreis Lindau (Raum Lindau) und im Württembergischen Allgäu ist die Schwäbische Zeitung verbreitet.